# Ilha Kovach
Ilha Kovach ( em búlgaro:  остров Ковач       , IPA:   ) é a ilha mais ocidental do grupo Onogur, na costa noroeste da Ilha Robert, nas Ilhas Chetland do Sul, Antártica. O recurso é rochoso, estendendo 630   m na direção sudoeste-nordeste e 240   m de largura. É separado da ilha de Grod por 100 m passagem larga. A área foi visitada por caçadores do século XIX .
A ilha recebeu o nome do povoado de Kovach, no sul da Bulgária.

## Localização
Kovach Island está localizado 1.17   km ao norte de Ponto Misnomer , 760   m sudeste da Ilha da Cornualha e 1,08   km a oeste de Ponto Shipot . Mapeamento britânico em 1968 e mapeamento búlgaro em 2009.

## Mapas
- Ilha Livinston. Escala 1: 200000. Carta náutica do Almirantado 1776. Taunton: Escritório Hidrográfico do Reino Unido, 1968.
- LL Ivanov. Antártica: Ilhas Livingston e Greenwich, Robert, Snow e Smith . Escala 1: 120000 mapa topográfico. Troyan: Fundação Manfred Wörner, 2009. ISBN 978-954-92032-6-4    (Segunda edição 2010, ISBN 978-954-92032-9-5    )
- Banco de dados digital antártico (ADD). Escala 1: 250000 mapa topográfico da Antártica. Comitê Científico de Pesquisa Antártica (SCAR). Desde 1993, regularmente atualizado e atualizado.

## Ligações externas

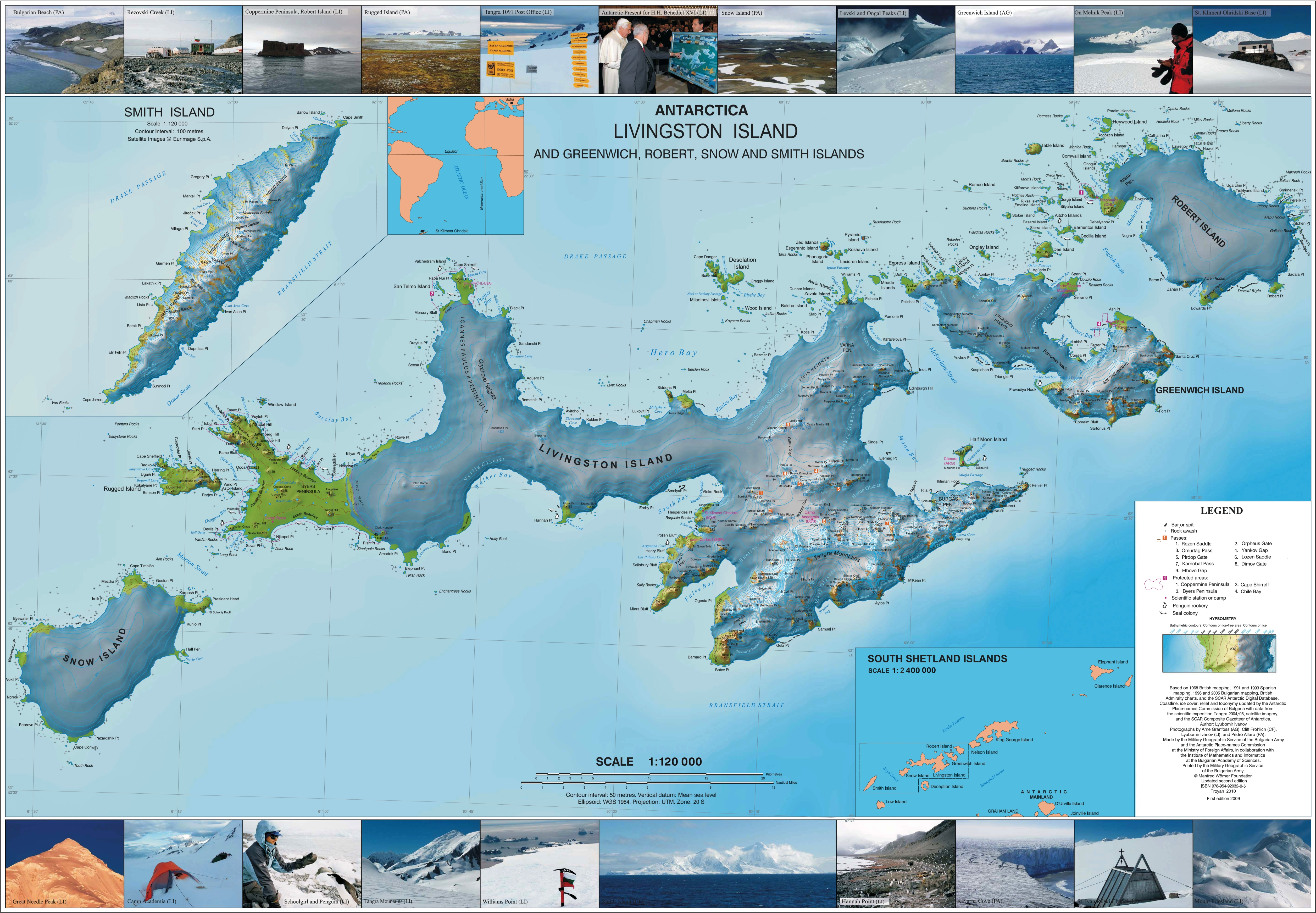
Mapa topográfico das Ilhas Livinston, Greenwich, Robert, Snow e Smith.